# Enno II. (Ostfriesland)

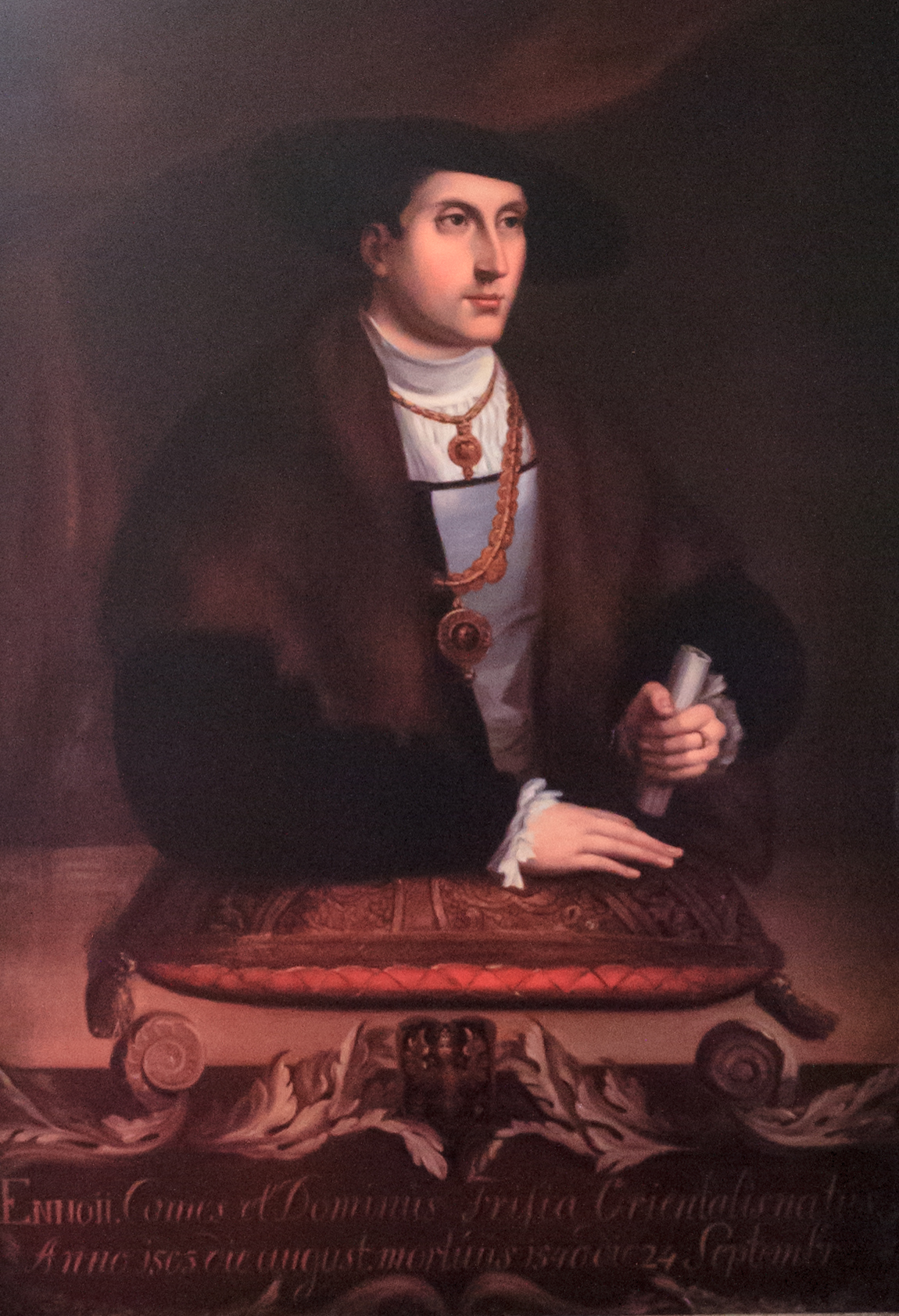
Enno II.

Graf Enno II. von Ostfriesland (* 1505; † 24. September 1540 in Emden) aus dem Hause der Cirksena war von 1528 bis zu seinem Tod im Jahr 1540 Herrscher der Grafschaft Ostfriesland. In seine Regierungszeit fiel der Aufstieg der Ostfriesischen Landstände.

## Leben
Enno war das zweite Kind von Graf Edzard I. und Elisabeth von Rietberg († Juli 1512). Er hatte sechs Geschwister, zwei Brüder und vier Schwestern. Nach dem Tode des Junkers Christoph von Jever 1517 hatte sein Vater die drei Töchter des Häuptlings seine Schutzherrschaft aufgedrängt und die Hochzeit seines Sohnes. Innerhalb von sieben Jahren sollte eine der Töchter einen der Grafensöhne heiraten. Die Herrschaft Jever solle die Mitgift darstellen. Bis dahin sollte Jever von Ostfriesland regiert werden. Doch die Hochzeit wurde immer weiter hinausgezögert. Graf Edzards ältester Sohn Ulrich, der die Erbtochter Anna hätte heiraten sollen, wurde wegen Geisteskrankheit entmündigt. So wurde Enno trotz der durch seinen Vater 1527 eingeführten Primogenitur als zweitgeborener Sohn Herrscher in Ostfriesland. Er regierte in weiten Teilen zusammen mit seinem Bruder Johann. Dieser blieb allerdings katholisch, während Enno lutherischer Konfession war und sich weiter für die Reformation in Ostfriesland starkmachte, allerdings im Gegensatz zu seinem Vater einseitig das Luthertum förderte. 1528 eignete er sich einen Großteil der Besitztümer der ostfriesischen Konvente an. Er ordnete an, dass alle Monstranzen und Kelche, alles Gold und Silber aus den Klöstern und Kirchen in Ostfriesland abzuliefern seien. Ein Großteil der Ausstattung der Konvente ging auf diese Weise verloren. Ennos Kriegskasse war indessen gut gefüllt.
Ansonsten fiel Enno II. gegenüber seinem Vater Edzard, welcher „der Große“ genannt wurde, deutlich ab. Er verlor das Jeverland auf immer für Ostfriesland, indem er die Heiratsversprechen seines Vaters nicht einhielt. Enno fühlte sich stark genug, auf andere Weise das Jeverland zu erlangen. 1529 schloss er den Utrechter Vergleich mit Anton von Oldenburg. Darin teilten sie das Jeverlandes auf. Außerdem verzichtete Enno endgültig auf Butjadingen. Zur Besieglung dieses Vertrags Anna von Oldenburg. Maria von Jever war durch diese Untreue schwer gekränkt und zeitlebens eine erbitterte Feindin Ennos. Es gelang ihr, die eigene Herrschaft im Jeverland zu stabilisieren und die Ansprüche Ennos abzuwehren. Schließlich sorgte sie dafür, dass das Jeverland nach ihrem Tod an Oldenburg fiel.
Um seine Herrschaftsansprüche in Ostfriesland zu untermauern, griff Enno das Harlingerland unter dem aufmüpfigen und streitlustigen Häuptling Balthasar von Esens an und brach so die Geldrische Fehde vom Zaun. Zwar vertrieb Enno den Junker Balthasar im Jahr 1530, aber dieser kehrte mithilfe des Herzogs von Geldern zurück, verwüstete Ostfriesland und so musste Balthasar von Enno wieder als Häuptling im Harlingerland anerkannt werden.
Für die Anerkennung der Primogenitur verlangte sein Bruder Johann eine Abfindung, was die finanzielle Situation des Grafen verschlechterte sich dadurch immer mehr, sodass er sich gezwungen sah, die ostfriesischen Landstände einzuberufen, die bei dieser Gelegenheit erstmals als Machtfaktor in Ostfriesland auftraten. Hatten Ennos Vorgänger sie noch ohne feste Ordnung und Zusammensetzung berufen, begann nun ihr Aufstieg. Sie legten die Entschädigung für Johann 1538 auf 100.000 Gulden fest und blieben fortan ein wichtiger politischer Akteur in der Grafschaft.
Im selben Jahr plante Enno heimlich den Versuch einer Gegenreformation und suchte dafür Unterstützung durch Theologen der Kölner Universität. Adolf Eichholz († 1563) als Dekan der juristischen Fakultät bestätigte im Dezember 1538 die entsprechenden schriftlichen Vereinbarungen.

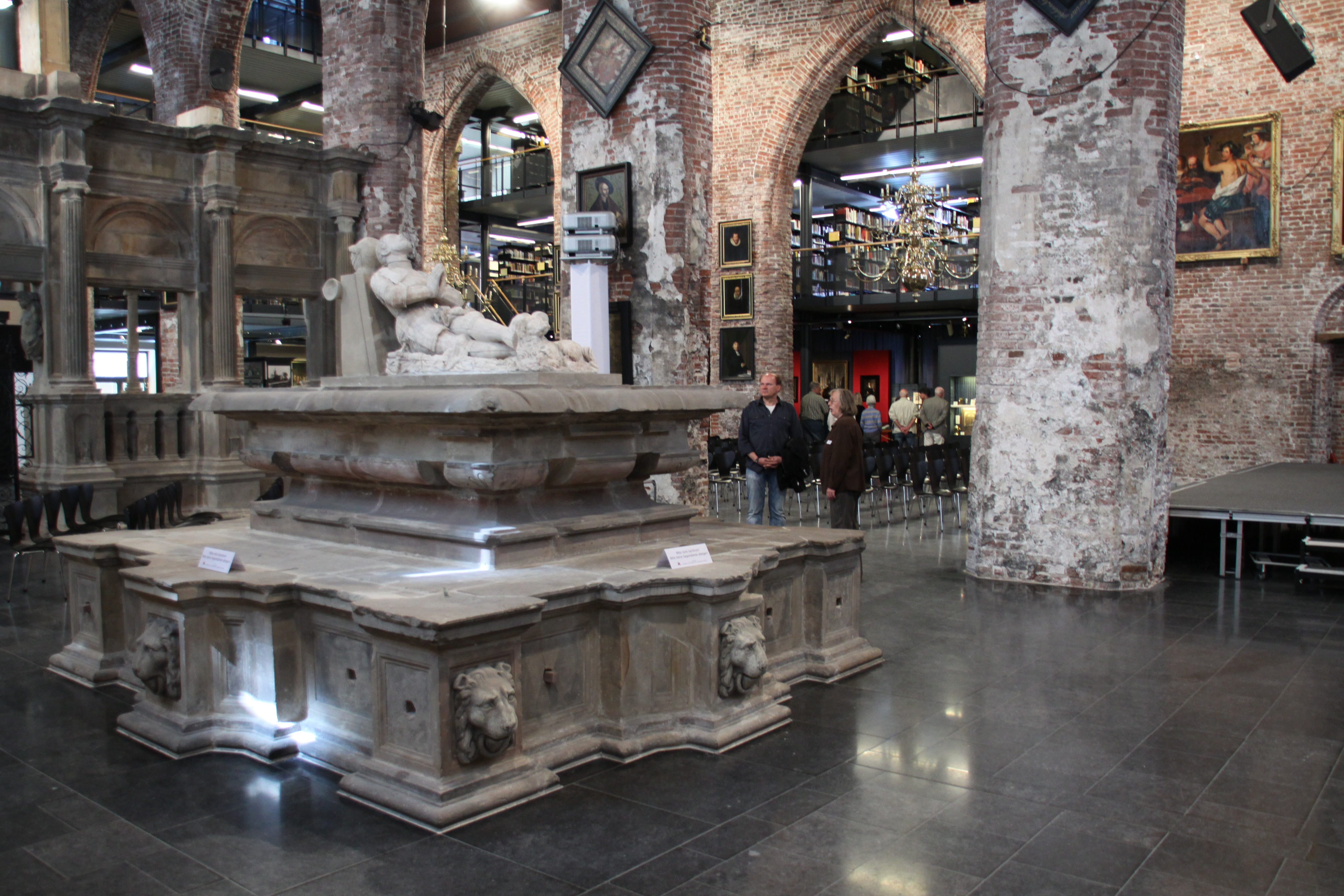
Grabmal Enno II. über der Herrengruft der Großen Kirche in Emden.

1540 starb Enno im Alter von 35 Jahren auf seiner Burg in Emden. Seine Witwe und Nachfolgerin Anna, ließ ihm zu Ehren von 1540 bis 1548 von einem Bildhauer aus der Schule des Cornelius Florius in der Großen Kirche von Emden ein Grabmal im Renaissancestil errichten. Ursprünglich haben dort die Gebeine von Enno II. gelegen. Nachdem Aurich im Jahr 1561 Residenz des Grafen und späteren Fürstengeschlechtes der Cirksena wurde, verlegten diese ihre Familiengruft von der Großen Kirche in die Lambertikirche nach Aurich, von wo sie später in das Cirksena-Mausoleum auf dem Friedhof überführt wurden.

## Familie
Enno war das Kind von Edzard I. und Elisabeth von Rietberg. Er heiratete Anna von Oldenburg (1501–1575), Tochter des Grafen Johann V. von Oldenburg und Anne von Anhalt-Zerbst. Aus der Ehe gingen sechs Kinder hervor:
- Elisabeth, * 10. Januar 1531, † 6. September 1555 (heiratete 1553 Graf Johann V. von Schaumburg-Pinneberg) (1531–1560)
- Edzard II., * 24. Juni 1532, † 1. September 1599
- Anna, * 3. Januar 1534, † 20. Mai 1552
- Hedwig, * 29. Juni 1535, † 4. November 1616 (heiratete am 8. Oktober 1562 Herzog Otto II. von Braunschweig-Harburg) (1528–1603)
- Christoph, * 8. Oktober 1536, † 29. September 1566 in Komárom (Ungarn) an der „Ungarischen Krankheit“ (wohl Typhus)[5]
- Johann, * 29. September 1538, † 29. September 1591.